# Gobiocypris rarus
Genre
Espèce
Statut de conservation UICN

 EN  : En danger
Gobiocypris rarus, unique représentant du genre Gobiocypris, est une espèce de poissons d'eau douce de la famille des Cyprinidae (ordre des Cypriniformes).

## Répartition
Ce poisson est endémique de la province du Sichuan en Chine où il se rencontre dans la Liusha (zh), un affluent du Dadu ainsi que d'autres ruisseaux à proximité.

## Description
Gobiocypris rarus peut mesurer jusqu'à 59 mm, queue non comprise.

## Systématique
Le genre Gobiocypris et l'espèce Gobiocypris rarus ont été décrits en 1983 par les ichtyologistes chinois Miao-rong Ye (d) et Tian-you Fu (d).

### Étymologie
Le nom générique, Gobiocypris, est une combinaison du genre Gobio (genre type des Cyprinidae) et de cypris faisant référence au genre Aphyocypris (famille des Xenocyprididae) que les auteurs voyaient comme deux genres proches.
L'épithète spécifique, du latin rarus, « rare », fait référence à la rareté de ce poisson bien que les auteurs n'en parlent pas.

### Publication originale
- (zh) Miao-rong Ye (叶妙荣) et Tian-you Fu (傅天佑), « [Description of a new genus and species of Danioninae from China (Cypriniformes: Cyprinidae)] », Acta Zootaxonomica Sinica, Chine, vol. 8, no 4,‎ octobre 1983, p. 434-437 (ISSN 1000-0739)